# NGC 1720
NGC 1720 is een balkspiraalstelsel in het sterrenbeeld Eridanus. Het hemelobject werd op 30 december 1861 ontdekt door de Duits-Deense astronoom Heinrich Louis d'Arrest.

## Synoniemen
- PGC 16485
- MCG -1-13-41
- IRAS04569-0756